# Ermita de Santiago (Gargantilla del Lozoya)
La ermita de Santiago en Gargantilla de Lozoya tiene la particularidad de que sus restos, y el entorno en que se ubican, constituyen el primer Sitio Histórico declarado en la Comunidad de Madrid.
Su importancia viene dada por la relevancia de los hechos históricos que tuvieron lugar en este sitio durante el reinado de Enrique IV de Castilla , en el siglo XV, en el contexto de la crisis sucesoria.

## Características
La ermita de Santiago se encuentra ubicada en el ámbito rural, fuera del núcleo de  Gargantilla del Lozoya. 
En consonancia con la localización, se trata de una edificación modesta de carácter rural, enmarcada a nivel constructivo en el grupo de iglesias y ermitas bajomedievales de la  Sierra Norte de Madrid. Incorpora, pues, formas extraídas de las tradiciones románica y gótica, pero ejecutadas con la ayuda de técnicas de albañilería mudéjar, reduciendo el trabajo de cantería al mínimo imprescindible.

## Historia
En el contexto de la crisis sucesoria de Enrique IV, en 1470 éste y su séquito se dirigieron hacia Santiago, entre las localidades de Buitrago y  Lozoya, para anular los términos del Tratado de los Toros de Guisando y jurar, de nuevo, que su hija Juana era su legítima sucesora y heredera del trono. Este hecho fue consecuencia del enfrentamiento entre Enrique IV con su hermana, la princesa  Isabel, quien se había casado y aliado sin su autorización con  Fernando de Aragón, desafiando lo acordado en el tratado. La muerte del rey, poco tiempo después, supuso el detonante de una guerra civil ente los partidarios de ambas princesas. 
Del lugar de Santiago hoy día solo quedan los restos de la ermita.